# Castell de Molina de Aragón
El castell de Molina de Aragón és una fortalesa situada al municipi de Molina de Aragón a la província castellanomanxega de Guadalajara. L'origen de dita fortalesa és l'alcàsser que els àrabs van aixecar sobre l'antic castro celtibèric de Mediolum entre els segles x i xi, que fou el centre del breu Emirat de Molina.